# Artis Pabriks

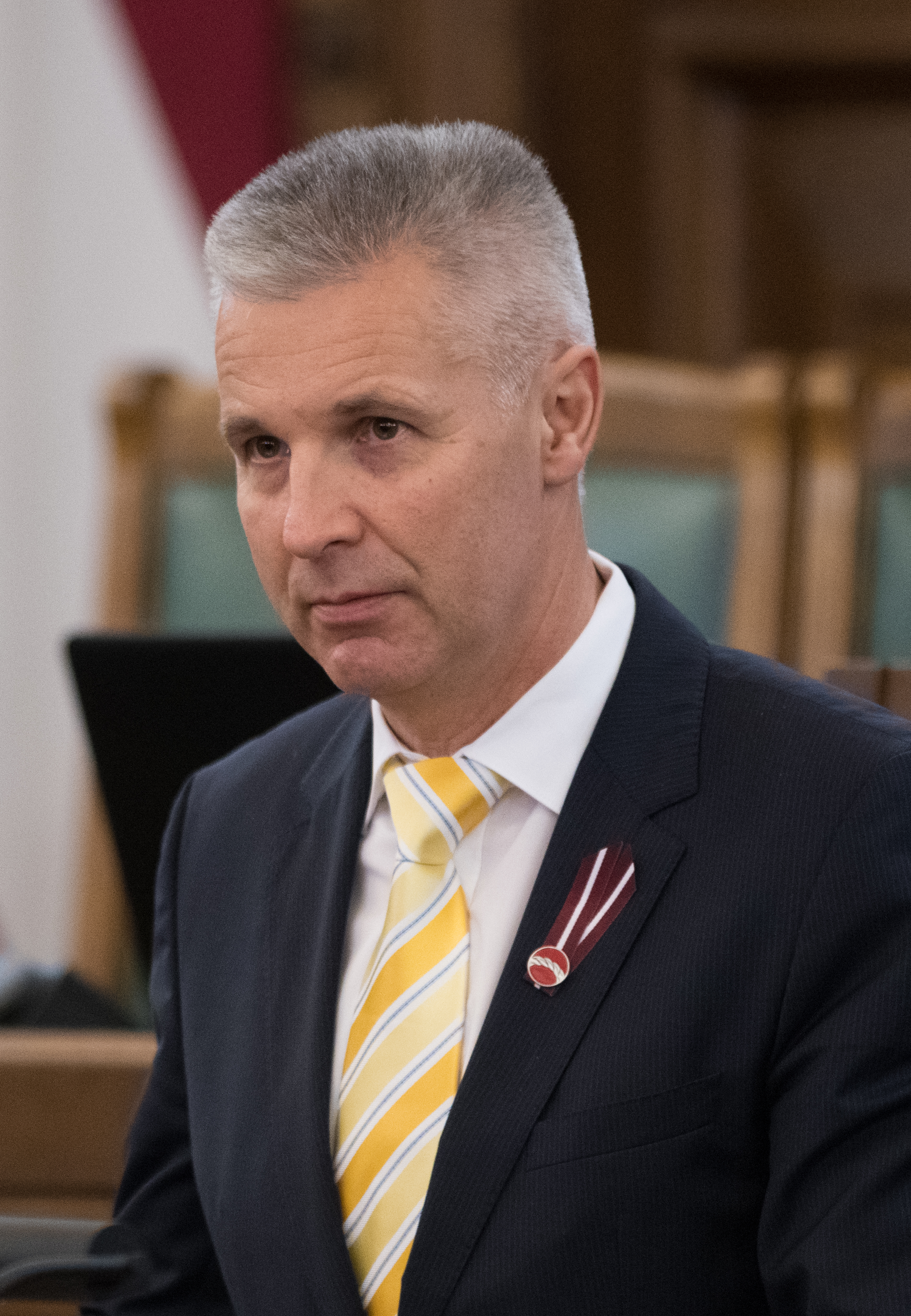
Artis Pabriks (2018)

Artis Pabriks (* 22. März 1966 in Jūrmala, Lettische SSR, Sowjetunion) ist ein lettischer Politologe und Politiker.
Er war von 2004 bis 2007 Außenminister und von 2010 bis 2014 Verteidigungsminister Lettlands. Von 2014 bis November 2018 war er Mitglied des Europäischen Parlaments. Er gehörte nacheinander der Tautas Partija (Volkspartei), der Sabiedrība citai politikai (Gesellschaft für eine andere Politik) und der Partei Vienotība (Einheit) an. Aktuell ist er Mitglied der Partei Latvijas attīstībai (Für Lettlands Entwicklung). Von Januar 2019 bis Dezember 2022 war er erneut Verteidigungsminister sowie Stellvertreter des Ministerpräsidenten.

## Leben
Artis Pabriks studierte Geschichte und Politikwissenschaft an der Universität Lettlands in Riga und der Universität Århus in Dänemark, an der er 1996 promovierte. Er ist Koautor mehrerer historisch-politologischer Werke. Zwischen 1996 und 1997 war er Rektor der neu gegründeten Hochschule Vidzeme in Valmiera und lehrte dort als Professor bis 2001.

### Politik
Pabriks war 1998 ein Gründungsmitglied der konservativen Tautas partija (TP). Ab März 2004 war er Mitglied des lettischen Parlaments. Vom 21. Juli 2004 bis 28. Oktober 2007 amtierte Pabriks als Außenminister im Kabinett Kalvītis I und II. 2008 verließ er, ebenso wie der ehemalige Minister für Regionalentwicklung Aigars Štokenbergs, die TP und beteiligte sich an der Gründung der Sabiedrība citai politikai, die eine eher sozialliberale Ausrichtung hatte. Diese war 2010 Bestandteil des Wahlbündnisses Vienotība, das ein Jahr später zu einer liberal-konservativen Partei erstarkte. Vom 3. November 2010 bis 22. Januar 2014 war Pabriks stellvertretender Ministerpräsident und Verteidigungsminister in den Kabinetten Dombrovskis II und III.
Bei der Europawahl 2014 wurde er ins Europäische Parlament gewählt, wo er sich der EVP-Fraktion anschloss. Pabriks gehört zu den 89 Personen aus der Europäischen Union, gegen die Russland im Mai 2015 ein Einreiseverbot verhängte.
Im Juni 2018 trat Pabriks aus Vienotība aus und trat zur Parlamentswahl im Oktober desselben Jahres als Spitzenkandidat für das liberale Bündnis Attīstībai/Par! (AP!) an. Pabriks gelang für dieses, als einem von 13 Abgeordneten, der Einzug ins Parlament (Saeima). Als Mitglied des 8. Europäischen Parlamentes rückte für ihn im November 2018 Kārlis Šadurskis nach. Im neuen Regierungskabinett von Krišjānis Kariņš übernahm Pabriks ab Januar 2019 den Posten des Verteidigungsminister und ist stellvertretender Ministerpräsident. Im Herbst 2019 traten er und der für AP gewählte und bis dahin ebenfalls parteilose Europaabgeordnete Ivars Ijabs Latvijas attīstībai (einer der Parteien des Bündnisses AP) bei.

### Privates
Pabriks ist mit einer Deutschen verheiratet und hat drei Kinder. Neben seiner Muttersprache spricht er fließend Englisch und Russisch, kann sich auch auf Deutsch verständigen und hat Grundkenntnisse der dänischen Sprache. 
Er ist zudem Träger des schwarzen Gürtels im Karate.

## Schriften
- mit Aldis Purs: Latvia. The challenges of change. Routledge, London 2002, ISBN 0-415-26730-7.
- mit David J. Smith, Aldis Purs, Thomas Lane: The Baltic states. Estonia, Latvia and Lithuania. Routledge, London 2002, ISBN 0-415-28580-1.
- Occupational representation and ethnic discrimination in Latvia. Nordik, Riga 2002, ISBN 9984-675-78-5.